# ریمل دانیل
ریمل دانیل (انگلیسی: Rimmel Daniel؛ زادهٔ ۲۸ ژانویهٔ ۱۹۹۱) بازیکن فوتبال اهل بریتانیا است.
از باشگاه‌هایی که در آن بازی کرده‌است می‌توان به باشگاه فوتبال هورنچورج، باشگاه فوتبال تیلبوری، باشگاه فوتبال والتام فورست، و باشگاه فوتبال اولی اشاره کرد.
وی همچنین در تیم‌های ملی فوتبال Issuu و گرنادا بازی کرده‌است.